# Futótűz (televíziós sorozat)
A Futótűz (eredeti cím: Wildfire) egy amerikai televíziós sorozat, melyet az ABC Family csatorna sugároz. A sorozat premierje 2005. június 20-án volt az Amerikai Egyesült Államokban. Magyarországon először az AXN mutatta be 2009. március 1-jén, majd 2011. május 26-án az M1 is műsorra tűzte.

## Történet
A Wildfire nagyon esemény dús, teli szerelmekkel érzelmekkel fűszerezett sorozat. A Kris Furillo egy vadóc lány, aki 1 év 6 hónapot töltött a Lagrange táborban egy autólopási ügy miatt. Mikor kiengedték, az egyik nevelőtisztje adott neki munkát és szállást. De a Raintree farmon nem csak munka és szállás várta hanem szenvedély, igaz szerelem és persze Futótűz, akit a vágóhídtól mentett meg Kris. Aki több versenyt is megnyert.
Kenneth Davis Junior karakterét négy évadon keresztül Ryan Sypek alakította, aki első látásra talán nyomulós, beképzelt, gazdag fiúként lehet megismerni, de a filmsorozat közben fényre derül, hogy igenis van szíve és tud éretten dönteni.

## Szereplők
| Színész           | Szerep           | Magyar hang        |
| ----------------- | ---------------- | ------------------ |
| Genevieve Cortese | Kris Furillo     | Szabó Zselyke      |
| Nicole Tubiola    | Dannielle Davis  | Csondor Kata       |
| Nana Visitor      | Jean Ritter      | Menszátor Magdolna |
| Greg Serano       | Pablo Betart     | Dányi Krisztián    |
| Micah Alberti     | Matt Ritter      | Markovics Tamás    |
| Ryan Sypek        | Junior Davis     | Hamvas Dániel      |
| James Read        | Ken Davis        | Mihályi Győző      |
| Andrew Hoeft      | Todd Ritter      | Czető Ádám         |
| Charlotte Shalt   | Gilliann Persons | Mezei Kitty        |
| Arye Gross        | Charlie Hewitt   |                    |
| Kieren Hutchinson | Kerry Connelly   | Rajkai Zoltán      |
| Jason London      | Bobby            |                    |
| Amy Jo Johnson    | Tina Sharp       |                    |
| Joe Lando         | Pete Ritter      |                    |
| David Ramsey      | Dr. Noah Gleason |                    |
| Dennis Weaver     | Henry            | Szokolay Ottó      |
| Kip Lewis         | Lance            | Szalay Csongor     |

## Zenéje
Truman – Morning light

## Külső hivatkozások
- Futótűz az Internet Movie Database-ben (angolul)
- Futótűz a Rotten Tomatoeson (angolul)
- Futótűz a Box Office Mojón (angolul)
- Hivatalos weboldal